# Ceratozamia microstrobila
Ceratozamia microstrobila là một loài thực vật hạt trần trong họ Zamiaceae. Loài này được Vovides & J.D.Rees mô tả khoa học đầu tiên năm 1983.